# Roeselia viettealis
Roeselia viettealis är en fjärilsart som beskrevs av De Toulgoët 1982. Roeselia viettealis ingår i släktet Roeselia och familjen trågspinnare. Inga underarter finns listade.